# Erik Kjær Larsen
Erik Kjaer Larsen (1960,  København - 2014[kilde mangler]) var en dansk journalist og forfatter Fra 1988-1991 gik han på Danmarks Journalisthøjskole, men med henblik på at blive forfatter. Han har skrevet romanerne Englemageren og To må man være. Erik Kjær Larsen har også skrevet noveller til magasiner, ugeblade og antologier. I 1997 skrev han teaterstykket Englemageren til teatret Svalegangen.
I 1984 startede han som rejsereporter på Jyllands-Posten, hvor han rejste rundt i Europa og Nordafrika. Igennem 80´erne var han reporter og radiovært ved flere forskellige lokale radiostationer i Århus. Fra 1996-2000 var Erik Kjær Larsen Kultur- og IT-reporter ved Dagbladet Information. 
Han var initiativtager til web-tv-stationen CafeTV.dk i 1999, og i 2003 startede han så sammen med to andre journalister Danmarks første borgerskrevne Internetavis flix.dk, inspireret af en artikel på Wired.com om OhmyNews i Syd Korea, verdens største borgerskrevne Internetavis. Den 12. juli 2006 var Erik Kjær Larsen taler ved Ohmynews konference i Seoul.